# William Eggleston
Pour les articles homonymes, voir Eggleston (homonymie).
William Eggleston (né le 27 juillet 1939 à Memphis) est un photographe américain. Il a contribué à faire entrer la photographie en couleurs dans le monde de l'art.

## Biographie

### Premières années
William Eggleston est né à Memphis dans le Tennessee, et a grandi à Sumner dans le Mississippi. Son père était un ingénieur qui a échoué dans une carrière de producteur de coton et sa mère était la fille d’un important juge local. Enfant, Eggleston était introverti et aimait le piano, le dessin, et l’électronique. Il se dirigea vers les médias visuels dès son plus jeune âge ; il prenait, paraît-il, du plaisir à acheter des cartes postales et à découper des images dans les magazines. Il s’intéressait également aux technologies audio.[évasif]
À l’âge de quinze ans, Eggleston fut envoyé dans la « Webb School », un internat scolaire de Bell Buck. Il eut, plus tard, peu de souvenirs agréables de l’école. « Il y avait une sorte de routine spartiate pour « forger le caractère ». Je n’ai jamais su ce que c’était censé signifier. C’était tellement idiot et sans pitié. C’était le genre d’endroit où aimer la musique et la peinture était considéré comme efféminé. », déclara-t-il à un journaliste[réf. nécessaire]. Eggleston paraissait étrange parmi ses semblables  du fait qu’il évitait les activités typiques masculines telles que la chasse et le sport, en faveur d’activités artistiques et de l’observation du monde autour de lui.
Il passa un an à l'université Vanderbilt, un semestre au Delta State College (en) et environ cinq ans à l’université du Mississippi, sans jamais passer dans une classe supérieure[réf. souhaitée]. C’est cependant à l’université que son intérêt pour la photographie a débuté ; lors de sa première année à l’université, un ami lui offrit un appareil photo Leica. Son champ d’action se cantonne à son environnement, le Memphis qu'il a connu. Il commence par immortaliser sa famille, ses amis, son entourage. Eggleston prit des cours d’art à Ole Miss et a été amené à l’expressionnisme abstrait par un peintre les visitant nommé Tom Young.

### Carrière artistique: débuts et succès
Les premières initiatives photographiques d'Eggleston lui furent inspirées par le photographe américain Robert Frank, et par le livre du photographe français Henri Cartier-Bresson : Le Moment décisif.
Alors qu'à ses débuts il travaillait en noir et blanc, Eggleston commença en 1965 et 1966 à expérimenter la pellicule couleur, qui devint finalement son principal moyen d'expression à la fin des années 1960. Le développement artistique d'Eggleston en tant que photographe semble s'isoler des autres artistes.
Lors d'une interview, John Szarkowski du Musée d'Art moderne de New York (New York's Museum of Modern Art, MoMA) parle de sa première rencontre avec le jeune William Eggleston, comme « tout à fait impromptue »[réf. souhaitée]. Après avoir revu le travail d'Eggleston (dont il se souvenait comme une valise pleine d'images de « pharmacies » colorées), Szarkowski persuade le Comité de Photographie du MoMA d'acheter une œuvre d'Eggleston.
En 1970, son ami William Christenberry présente Eggleston à Walter Hopps, directeur de la Corcoran Gallery de Washington D.C. Hopps dira plus tard avoir été stupéfié par le travail d'Eggleston : « Je n'ai jamais rien vu de pareil. »[évasif]
Eggleston enseigne à Harvard en 1973 et 1974, et c'est pendant cette période qu'il découvre la technique d'impression du « dye-transfer », alors qu'il examinait la liste des prix d'un labo photographique de Chicago. Eggleston s'en souvient plus tard : 

« Cela annonçait 'De l'image la moins chère au nec plus ultra'. Le nec plus ultra était un dye-transfer. Je suis monté directement voir ça sur place, et je n'ai vu que des travaux publicitaires, comme des images de paquets de cigarette ou de bouteilles de parfum ; mais la saturation des couleurs et la qualité de l'encre étaient incroyables. Je ne pouvais pas attendre de voir à quoi ressemblerait une image d'Eggleston imprimée avec cette technique. Toutes les photos que j'ai imprimées par la suite à l'aide de ce procédé étaient magnifiques, et chacune semblait encore plus belle que la précédente. »

Le procédé du dye-transfer se retrouve dans certaines des plus frappantes et des plus célèbres œuvres d'Eggleston, comme sa photographie de 1973 intitulée The Red Ceiling (« Le Plafond rouge » en français), à propos de laquelle il dit : 

« The Red Ceiling est si magistral qu'en fait je n'en ai jamais vu de reproduction qui m'ait satisfait. Quand on regarde le colorant, c'est comme du sang qui mouille sur les murs… d'habitude, un petit rouge est suffisant, mais travailler en rouge sur une surface entière était un défi. »

À Harvard, Eggleston prépare en 1974 son premier portfolio, intitulé 14 pictures. Ce portfolio était composé d'images imprimées avec la technique du dye-transfer. Le travail d'Eggleston fut présenté lors d'une exposition au MoMA en 1976, accompagnée par la sortie de l'ouvrage William Eggleston's Guide. L'exposition du MoMA est considérée comme un tournant dans l'histoire de la photographie, marquant « l'acceptation de la photographie couleur par la plus grande institution de validation » (selon les mots de Mark Holborn). On lit souvent qu'Eggleston fut le premier artiste à réaliser une exposition personnelle de photographies couleur dans l'histoire du MoMA, mais c'est faux, Ernst Haas y avait exposé en 1962 une rétrospective de 10 années de photographies en couleurs Ernst Haas: Color Photography,.
Aux alentours de son exposition au MoMA, Eggleston est présenté à Viva, proche de la « superstar » Andy Warhol, avec qui il établit un lien durable. Pendant cette période, Eggleston devint familier du cercle d'Andy Warhol, une relation qui a peut-être contribué à son idée d'« appareil photo démocratique », comme le suggère Mark Holborn.
Dans les années 1970, Eggleston expérimente aussi la vidéo, réalisant plusieurs heures d'un film grossièrement monté, qu'il nomme Stranded in Canton (« Bloqué à Canton »). L'écrivain Richard Woodward, qui l'a visionné, le compare à « un film familial fou », mélangeant de tendres images de ses enfants à la maison avec celles de soirées bien arrosées, d'urination publiques et d'un homme arrachant la tête d'un poulet devant une foule en délires à La Nouvelle-Orléans. Woodward suggère que ce film reflète le « naturalisme intrépide » d'Eggleston, « la conviction qu'en regardant patiemment ce que les autres ignorent ou dont ils se désintéressent, on peut voir des choses intéressantes. »
William Eggleston's Guide fut suivi d'autres livres et portfolios, dont Los Alamos (en fait achevé en 1974, avant la publication du Guide), le retentissant Election Eve (1976 ; un portfolio de photographies prises autour de Plains (Géorgie), avant l'année des élections présidentielles), The Morals of Vision (1978), Flowers (1978), Wedgwood blue (1979), Seven (1979), Troubled Waters (1980), The Louisiana Project (1980), William Eggleston's Graceland (1984), The Democratic Forest (1989), Faulkner's Mississippi (1990), et Ancient and Mordern (1992).
Eggleston travailla aussi avec des cinéastes : il prit des photos du tournage du film Annie de John Huston (1982), et documenta le making-of du film True Stories de David Byrne.

### Pause et redécouverte
William Eggleston est un peu oublié dans les années 1990 avant d'être redécouvert au début des années 2000.
En 2005, Michael Almereyda réalisa un documentaire à son sujet : William Eggleston in the Real World. Il participe également à un second documentaire : By the Ways, a journey with William Eggleston, réalisé par Cedric Laty et Vincent Gérard, sélectionné pour le prix du Grand Jury au festival de Sundance (2006)
En 2009, William Eggleston est exposé à la Fondation Cartier à Paris, où ses photographies côtoient ses dessins expressionnistes abstraits.

## Esthétique photographique
Le travail d’Eggleston prend pour thème des sujets ordinaires. Une photographie d’Eggleston pourrait inclure « de vieux pneus, des distributeurs de Dr Pepper, des climatiseurs abandonnés, des distributeurs automatiques, des bouteilles de Coca-Cola vides et sales, des affiches déchirées, des poteaux et des fils électriques, des barrières, des panneaux de sens interdits, des panneaux de déviations, des panneaux d’interdiction de stationner, des horodateurs et  des palmiers amassés sur le même bord de trottoir. » Eudora Welty fait remarquer qu’Eggleston voit la complexité et la beauté du monde ordinaire : « Toutes les photographies extraordinaires, irrésistibles, estimables, belles  et implacables  doivent faire avec les caractéristiques de nos vies dans le monde actuel : elles arrivent à nous montrer la texture du présent, comme la coupe transversale d’un arbre ; Elles se focalisent sur le monde ordinaire. Mais aucun sujet n’est autant abordé que le monde ordinaire ! ».
Mark Holborn écrit au sujet de la signification profonde de ces scènes ordinaires vues par l’objectif d’Eggleston : « Les sujets d’Eggleston sont, en apparence, les habitants et les alentours ordinaires de la banlieue de Memphis et du Mississippi ; des amis, de la famille, des barbecues, des arrière-cours, un tricycle et du désordre ordinaire. La banalité de ces sujets est trompeuse, il y a un sentiment de danger menaçant caché derrière ces images ».
On peut comparer le travail d'Eggleston à celui de William Faulkner, qui a également grandi dans le Delta du Mississippi, et pour qui cette région fut le sujet de la majorité de ses œuvres. Eggleston et Faulkner ont tous deux profité de la perspicacité de l'avant-garde européenne et américaine pour les aider à explorer les environs du Sud d'une manière nouvelle et surprenante. Comme l'a écrit l'écrivain Willie Morris (en), « la peinture des campagnes du Sud [par Eggleston] évoque avec éloquence le monde imaginaire de Faulkner et, ce n'est pas une coïncidence, les expériences partagées par tous les hommes du Sud. Souvent sinistre, toujours lyrique, son réalisme rigide résonne avec le langage et le ton du cosmos mythique du célèbre Yoknapatawpha de Faulkner… Le travail de Bill Eggleston aurait plu à Bill Faulkner… énormément. »[réf. souhaitée] Eggleston semble reconnaître cette affinité entre lui et Faulkner par la publication de son livre, Faulkner's Mississippi, en 1990.

## Livres de photographies
- (en) Flowers, New York, Caldecot Chubb, 1978.
- (en) The Democratic Forest, , introduction d'Eudora Welty, New York, Doubleday, 1989  (ISBN 0-385-26651-0).
- (en) avec William Morris : Faulkner's Mississippi, Birmingham, Oxmoor House, 1990  (ISBN 0-8487-1052-5).
- (en) Ancient and Modern, introduction de Mark Holborn, New York, Random House, 1992, 167 p.  (ISBN 0-679-41464-9).

## Expositions

### Expositions personnelles
- 1999 : William Eggleston, Hasselblad center, Göteborg[9].
- 20 novembre 2001 - 24 février 2002 : William Eggleston, Fondation Cartier pour l'art contemporain, Paris[10].
- 11 juin - 29 octobre 2006 : William Eggleston, spirit of Dunkerque, Lieu d'art et action contemporaine (LAAC), Dunkerque[11],[12].
- 7 novembre 2008 - 25 janvier 2009 : William Eggleston : democratic camera, photographs and video, 1961-2008, Whitney museum of American art, New York[13].
- 4 avril - 21 juin 2009 : William Eggleston, Fondation Cartier pour l'art contemporain, Paris[5].
- 9 septembre - 21 décembre 2014 : William Eggleston. From black and white to color, Fondation Henri-Cartier-Bresson, Paris, dans le cadre du Mois de la photo[4],[14],[15]

puis 30 janvier - 3 mai 2015 : Musée de l'Élysée, Lausanne.
- septembre 2016 - février 2017 : The beautiful mysterious : the extraordinary gaze of William Eggleston, University of Mississippi Museum (en), Oxford, Mississippi[16].

### Expositions collectives
- 18 mai 2024 - 5 janvier 2025: Beauté fragile : photographies de la collection Sir Elton John et David Furnish, Victoria and Albert Museum, South Kensington, Londres

exposition rassemblant plus de 300 photographies de 140 photographes couvrant la période de 1950 à nos jours qui relatent l'histoire de la photographie moderne et contemporaine, explorant des thèmes tels que la mode, le reportage, le portrait de célébrités, le corps masculin et la photographie américaine, avec des œuvres de nombreux artistes contemporains, parmi lesquels notamment Diane Arbus, Richard Avedon, Lewis Baltz, William Eggleston, Bruce Davidson, Nan Goldin, Peter Hujar, David LaChapelle, Herman Leonard, Sally Mann, Robert Mapplethorpe, Zanele Muholi, Herb Ritts, Cindy Sherman, Alec Soth, Ai Weiwei,,.

## Distinctions

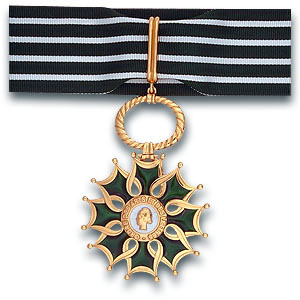
Cravate de commandeur de l'ordre des Arts et des Lettres

William Eggleston est fait commandeur de l'ordre des Arts et des Lettres le 19 avril 2016 par Gérard Araud, consul général de France à Los Angeles.

## Emprunts divers
- La chanson L'Amérique de William, écrite par Jérôme Attal pour Johnny Hallyday, lui est dédiée en 2018 (album Mon pays c'est l'amour).

### Filmographie
- Sur les chemins (un voyage avec William Eggleston) / By the Ways. A Journey with William Eggleston, documentaire réalisé par Vincent Gérard et Cédric Laty, sorti en 2005.
- Reiner Holzemer, William Eggleston : photographer, 2008.